# Peziza pseudoammophila
Peziza pseudoammophila är en svampart som beskrevs av Bon & Donadini 1978. Peziza pseudoammophila ingår i släktet Peziza och familjen Pezizaceae.  Artens status i Sverige är: Ej påträffad. Inga underarter finns listade i Catalogue of Life.